# Scelio fritzi
Scelio fritzi är en stekelart som beskrevs av De Santis och Loiacono 1993. Scelio fritzi ingår i släktet Scelio och familjen Scelionidae. Inga underarter finns listade i Catalogue of Life.